# Ernesto Martínez
Ernesto Martínez Hernández (ur. 20 listopada 1951, zm. 7 stycznia 2007 w Pedro Betancourt) – kubański siatkarz, medalista igrzysk olimpijskich.

## Życiorys
Martínez był w składach reprezentacji Kuby, która na igrzyskach panamerykańskich zdobyła złote medale w 1971 w Cali, 1975 w Meksyku i w 1979 w San Juan oraz srebrny w 1983 w Caracas. Zadebiutował na igrzyskach olimpijskich w 1972, w Monachium. Rozegrał wówczas wszystkie pięć meczów fazy grupowej oraz spotkanie o 9. miejsce przegrane z reprezentacją Polski. Wystąpił na igrzyskach olimpijskich 1976 w Montrealu. Zagrał wówczas we wszystkich czterech meczach fazy grupowej, przegranym półfinale ze Związkiem Radzieckim oraz zwycięskim pojedynku o brąz z Japonią. Ponownie na igrzyskach zagrał w 1980, w Moskwie. Rozegrał trzy z czterech meczów fazy grupowej, przegrany pojedynek o miejsca 5-8. z Jugosławią oraz zwycięski mecz z Czechosłowacją o 7. miejsce.